# Берлин (група)
Вижте пояснителната страница за други значения на Берлин.
„Берлин“ е американска ню уейв група, създадена в Лос Анджелис през 1978 г. Групата постига търговски успех през 1980-те години на миналия век със сингли, като The Metro, Sex (I'm A...), No More Words и оглавяващия класациите Take My Breath Away от филма „Топ Гън“ от 1986 г., който спечели Оскар за най-добра оригинална песен и награда „Златен глобус“ за най-добра оригинална песен. Групата се разпада веднага след постигането на световен успех. Най-известният ѝ състав се състои от певицата Тери Нън, бас китариста и вокалист Джон Крауфорд, Дейвид Даймънд (клавиши), китариста Рок Олсън, Мат Рийд (клавиши) и барабаниста Роб Брил.

## Дискография

### Студийни албуми
- Information (1980)
- Pleasure Victim (1982)
- Love Life (1984)
- Count Three & Pray (1986)
- Voyeur (2002)
- 4Play (2005)
- Animal (2013)
- Transcendance (2019)
- Strings Attached (2020)

### Концертни албуми
- Live: Sacred and Profane (2000)
- Terri Nunn & Berlin - All The Way In (2009)
- Sweet Surrender (Live 1984) (2019)